# Цакони (Костурско)
Цакони е бивше село в Егейска Македония, Гърция, на територията на дем Костур, област Западна Македония.

## География
Селото е било разположено в землището на Горенци.

## История
Селото се смята, че е изоставено в размирното време в началото на втората половина на XVIII век при конфликта на Али паша Янински и други албански феодали с централната власт. Жителите на селото се изселват в Горенци.